# Панайоту, Джек
Джек Майкл Панайоту (англ. Jack Michael Panayotou; 5 июня 2004, Кембридж, Массачусетс, США) — американский футболист, вингер клуба «Нью-Инглэнд Революшн».

## Карьера

### Клубная карьера
Панайоту присоединился к академии клуба MLS «Нью-Инглэнд Революшн» в 2019 году. В 2022 году начал привлекаться к матчам «Нью-Инглэнд Революшн II» в MLS Next Pro. Дебютировал за «Революшн II» 3 апреля в матче против «Рочестер Нью-Йорк», отыграв 45 минут после выхода на замену вместо Хикару Фудзивары. 17 апреля в матче против «Цинциннати 2» забил свои первые голы за «Революшн II», сделав дубль. По итогам сезона 2021/22 Панайоту был назван игроком года академии «Нью-Инглэнд Революшн».
В 2022 году Панайоту поступил в Джорджтаунский университет и начал выступать за университетскую футбольную команду «Джорджтаун Хойас».
10 января 2023 года Панайоту подписал с «Нью-Инглэнд Революшн» контракт по правилу доморощенного игрока до конца сезона 2026 с опцией продления на сезон 2027. За «Ревс» дебютировал 25 марта в матче против «Ди Си Юнайтед», выйдя в стартовом составе.

### Международная карьера
В 2022 году Панайоту привлекался в сборные США до 17 лет и до 19 лет.
Панайоту был включён в состав сборной США до 22 лет для участия в Панамериканских играх 2023.

## Статистика выступлений
| Выступление             | Выступление      | Выступление      | Лига | Лига | Плей-офф | Плей-офф | Кубок | Кубок | Континент | Континент | Итого | Итого |
| Клуб                    | Лига             | Сезон            | Игры | Голы | Игры     | Голы     | Игры  | Голы  | Игры      | Голы      | Игры  | Голы  |
| ----------------------- | ---------------- | ---------------- | ---- | ---- | -------- | -------- | ----- | ----- | --------- | --------- | ----- | ----- |
| Нью-Инглэнд Революшн II | MLS Next Pro     | 2022             | 9    | 2    | —        | —        | —     | —     | —         | —         | 9     | 2     |
| Нью-Инглэнд Революшн II | MLS Next Pro     | 2023             | 11   | 5    | 2        | 0        | —     | —     | —         | —         | 13    | 5     |
| Нью-Инглэнд Революшн II | Итого            | Итого            | 20   | 7    | 2        | 0        | —     | —     | —         | —         | 22    | 7     |
| Нью-Инглэнд Революшн    | MLS              | 2023             | 11   | 0    | 0        | 0        | 2     | 0     | 0         | 0         | 13    | 0     |
| Нью-Инглэнд Революшн    | Итого            | Итого            | 11   | 0    | 0        | 0        | 2     | 0     | 0         | 0         | 13    | 0     |
| Всего за карьеру        | Всего за карьеру | Всего за карьеру | 31   | 7    | 2        | 0        | 2     | 0     | 0         | 0         | 35    | 7     |

Источники: Transfermarkt, Soccerway, Football Database EU.